# Кроуфорд (округ, Арканзас)
Шаблон:StateAbbr_ 35°34′00″ пн. ш. 94°15′00″ зх. д. / 35.566666666667° пн. ш. 94.25° зх. д.
Округ Кро́уфорд (англ. Crawford County) — округ (графство) у штаті Арканзас. Ідентифікатор округу 05033.

## Демографія
За даними перепису 
2000 року 
загальне населення округу становило 53247 осіб, зокрема міського населення було 24231, а сільського — 29016.
Серед мешканців округу чоловіків було 26315, а жінок — 26932. В окрузі було 19702 домогосподарства, 15160 родин, які мешкали в 21315 будинках.
Середній розмір родини становив 3,07.
Віковий розподіл населення поданий у таблиці:
| Стать    | До 15 років | 15-21 | 22-29 | 30-39 | 40-49 | 50-65 | 65-85 | Понад 85 |
| -------- | ----------- | ----- | ----- | ----- | ----- | ----- | ----- | -------- |
| Чоловіки | 6477        | 2678  | 2523  | 3956  | 3903  | 4163  | 2442  | 173      |
| Жінки    | 6015        | 2502  | 2558  | 4168  | 3983  | 4319  | 2966  | 421      |

## Суміжні округи
- Вашингтон — північ
- Медісон — північний схід
- Франклін — схід
- Себастьян — південь
- Лефлор, Оклахома — південний захід
- Секвоя, Оклахома — захід
- Адер, Оклахома — північний захід

## Виноски
1. ↑  U.S. Decennial Census. United States Census Bureau. Архів оригіналу за 26 квітня 2015. Процитовано 25 серпня 2015.
2. ↑  Historical Census Browser. University of Virginia Library. Архів оригіналу за 11 серпня 2012. Процитовано 25 серпня 2015.
3. ↑  Forstall, Richard L., ред. (27 березня 1995). Population of Counties by Decennial Census: 1900 to 1990. United States Census Bureau. Архів оригіналу за 24 вересня 2015. Процитовано 25 серпня 2015.
4. ↑  Census 2000 PHC-T-4. Ranking Tables for Counties: 1990 and 2000 (PDF). United States Census Bureau. 2 квітня 2001. Архів оригіналу (PDF) за 18 грудня 2014. Процитовано 25 серпня 2015.
5. ↑  State & County QuickFacts. United States Census Bureau. Архів оригіналу за 9 липня 2011. Процитовано 20 травня 2014.(англ.) Наведено за англійською вікіпедією.
6. ↑  American FactFinder. Бюро перепису населення США. Архів оригіналу за 29 липня 2011. Процитовано 31 січня 2008.

| США | Це незавершена стаття з географії США. Ви можете допомогти проєкту, виправивши або дописавши її. |